# Eparchie černihivská
Eparchie černihivská je eparchie ukrajinské pravoslavné církve Moskevského patriarchátu.

## Území a titul biskupa
Zahrnuje správní hranice území severních rajónů Černihivské oblasti.
Eparchiálnímu biskupovi náleží titul biskup černihivský a novhorod-siverský.

## Historie
Eparchie byla zřízena roku 991 a je jedna z nejstarších eparchií Kyjevské metropole Konstantinopolského patriarchátu.
Nejprve eparchie nesla jméno černihivská a rjazaňská. Zahrnovala území moderní Černihivské, Sumské, Kyjevské oblasti Ukrajiny, také Brjanskou, Orelskou, Kalužskou, Kurskou, Tulskou, Vladimirskou, Smolenskou, Rjazaňskou a Moskevskou oblast Ruska, Mohylevskou oblast Běloruska.
Později vznikly samostatné eparchie rjazaňská, smolenská a vladimirská.
Během litevské a poté polsko-litevské vlády v jihozápadním Rusku, ztratila eparchie svůj dřívější význam a na mnoho let byla pod jurisdikcí jiných eparchií. Obnova eparchie nastala až kolem roku 1620.

## Seznam biskupů
- Neofit (zmíněn roku 1071)
- Feofil (zmíněn v 11. století)
- Ioann (zmíněn v letech 1080–1111)
- Feoktist (1112–1123)
- Panteleimon (do 1142)
- Onufrij (1143–1147)
- Antonij (zmíněn v letech 1158–1166)
- Porfirij (zmíněn v letech 1177–1239)
- Pavel (1332–1335)
- Nafanail (zmíněn v letech 1356–1376)
- Grigorij (zmíněn roku 1377)
- Isaakij (1389–1415)
- Jevfimij (zmíněn v letech 1458–1464)
- Feodor (do roku 1483)
- Nektarij (do roku 1499)
- Iona (od roku 1499)
  - spravována smolenskými biskupy
- 1649–1656 Zosima (Prokopovič)
- 1657–1692 Lazar (Baranovyč)
- 1692–1696 Feodosij (Polonickij-Uglickij) svatořečený
- 1697–1712 Ioann (Vasylkovskyj) svatořečený
- 1713–1721 Antonij (Stachovskyj) svatořečený
- 1722–1733 Irodion (Žurakivskyj)
- 1735–1738 Ilarion (Rogalevskij)
- 1738–1740 Nykodym (Skrebnyckyj)
- 1740–1742 Antonij (Černovskyj)
- 1742–1750 Amvrosij (Dubnevyč)
- 1752–1761 Iraklij (Komarovskyj)
- 1761–1770 Kyrylo (Ljaševeckyj)
- 1770–1788 Feofil (Ignatovyč)
- 1788–1796 Jerofej (Malyckyj)
- 1796–1803 Viktor (Sadkovskyj)
- 1803–1818 Michail (Děsnickij)
- 1818–1820 Simeon (Krylov-Platonov)
- 1820–1831 Lavrentij (Bakševskij)
- 1831–1836 Vladimir (Užinskij)
- 1836–1859 Pavel (Podlipskij)
- 1859–1866 Filaret (Gumilevskij) svatořečený
- 1866–1871 Varlaam (Denisov)
- 1871–1875 Nafanail (Savčenko)
- 1876–1882 Serapion (Majevskyj)
- 1882–1893 Veniamin (Bykovskyj)
- 1893–1893 Sergij (Sokolov)
- 1893–1911 Antonij (Sokolov)
- 1911–1917 Vasilij (Bogojavlenskij) svatořečený mučedník
- 1917–1930 Pachomij (Kedrov) svatořečený mučedník
- 1932–1936 Stefan (Procenko)
- 1941–1944 Simon (Ivanovskij)
- 1945–1947 Boris (Vik)
- 1947–1947 Paisij (Obrazcov)
- 1948–1953 Jakiv (Zajka)
- 1953–1954 Arsenij (Krylov)
- 1954–1955 Gurij (Jegorov)
- 1955–1961 Andrij (Suchenko)
- 1962–1962 Ignatij (Demčenko)
- 1962–1962 Pankratij (Kašperuk)
- 1962–1964 Feodosij (Procjuk)
- 1964–1969 Nestor (Tuhaj)
- 1969–1973 Volodymyr (Sabodan)
  - 1973–1973 Varlaam (Iljuščenko) dočasný správce
- 1973–2003 Antonij (Vakaryk)
- od 2003 Amvrosij (Polikopa)